# Tempura
Tempura (jap. 天ぷら, てんぷら, 天麩羅, 天婦羅 tenpura; wym. tempura) – potrawa kuchni japońskiej, pochodząca z Portugalii.

## Historia
Tempura została wprowadzona do Japonii przez portugalskich misjonarzy jezuickich w XVI wieku.
Na temat pochodzenia wyrazu tempura są różne opinie, ale najczęściej mają one związek z postem. Słownictwo docierające do Japonii z Zachodu było często źle rozumiane (jak np. ciasto kasutera) z powodu braku wzajemnej znajomości języków lub przeinaczane, upraszczane fonetycznie ze względu na specyfikę języka japońskiego. Jedna z teorii znajduje źródło w powiedzeniu w języku łacińskim „ad tempora quadragesimae” („w czasach Wielkiego Postu”). Inna – mówi o słowach w języku portugalskim, dotyczących liturgicznie bezmięsnych posiłków.
Jedną z potraw konsumowanych przez docierających do Japonii portugalskich misjonarzy, żeglarzy i kupców były „peixinhos da horta”, czyli „małe rybki z ogrodu”. Były to panierowane i smażone w głębokim tłuszczu strąki zielonej fasoli, spożywane podczas Wielkiego Postu, razem z rybami i innymi warzywami. Stąd łacińskie słowo „tempora” z „ad tempora quadragesimae”, przeszło do japońskiego jako tempura.

## Przyrządzanie
Do jej przygotowania wykorzystuje się rzadkie ciasto składające się z jajka, wody i pszennej mąki. W cieście możemy obtoczyć m.in.: ryby, krewetki (głównie), kalmary, małże, grzyby (np. shiitake, enoki-take), warzywa (yasai-tempura). Obtoczone składniki smaży się krótko (4–5 min.) na głębokim oleju. 
Do tempury nie używa się japońskiej bułki tartej (panko). Potrawy z panko nazywa się furai (np. ebi furai).
Po wyjęciu z tłuszczu układa się składniki na papierowych serwetkach, aby go odsączyć. Tempurę podaje się w różny sposób: samą, ułożoną w miseczce na ryżu (tendon), jako tempura-miso-rāmen, z dodatkiem surowych warzyw (np. daikon) i sosem do maczania (tentsuyu).
Jednym z rodzajów tempury jest kakiage. Składniki potrawy są krojone w kawałki, mieszane i smażone w wiązkach.

## Galeria

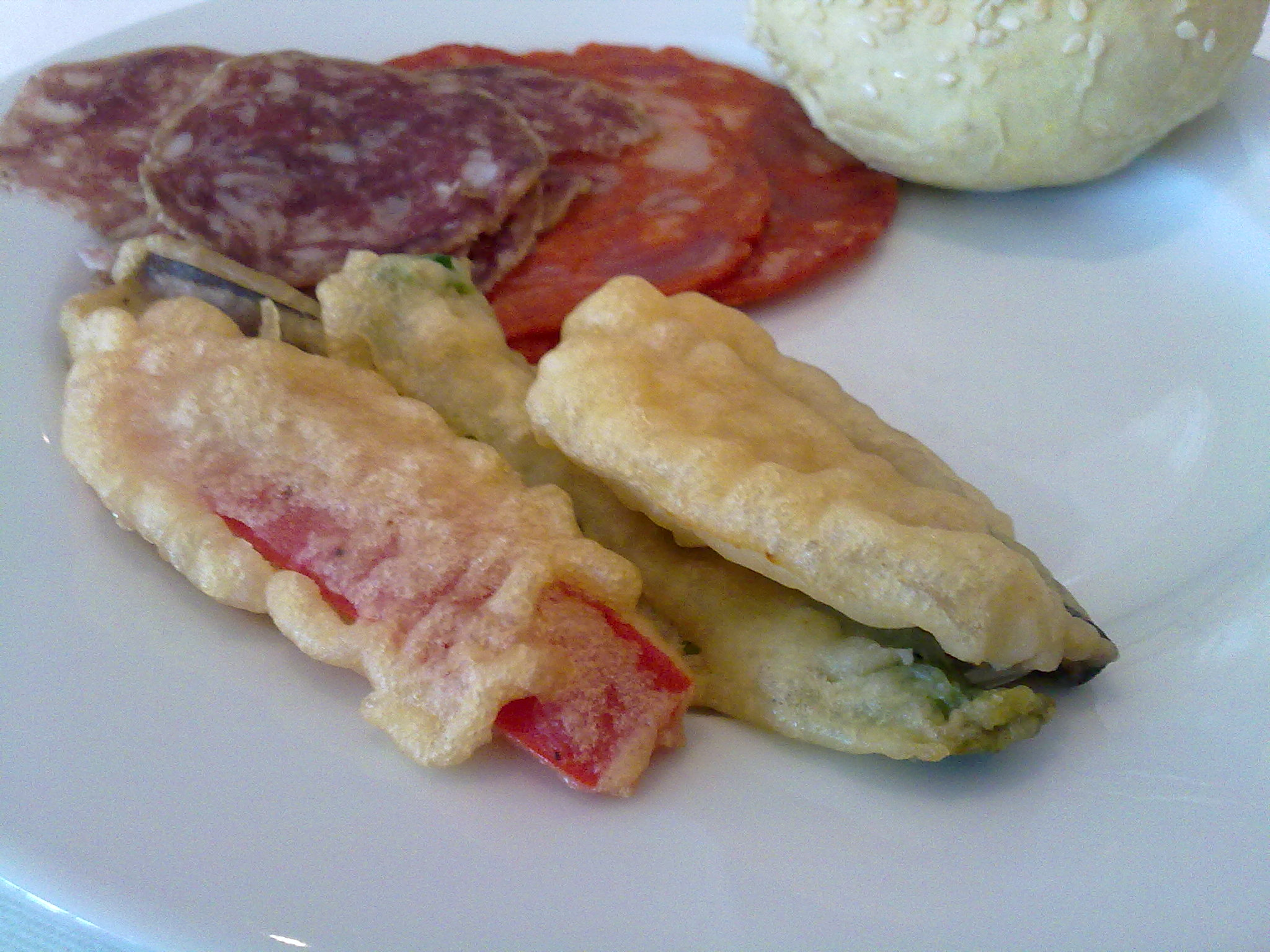
„Peixinhos da horta”, portugalskie danie, które dało początek japońskiej tempurze
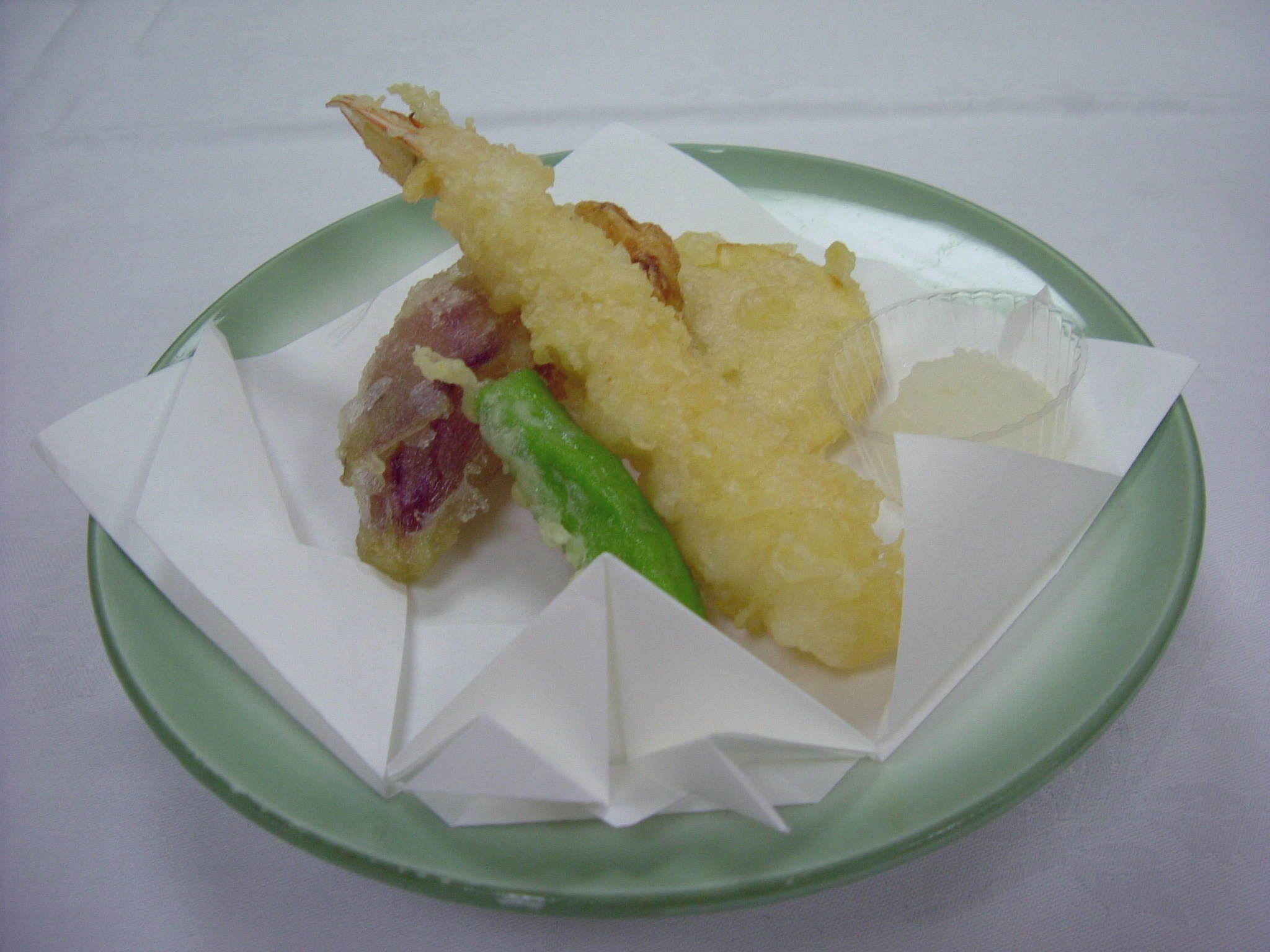
Krewetka, papryczka shishitō (jap. odmiana Capsicum annuum, papryka roczna), imbir japoński (Zingiber mioga)
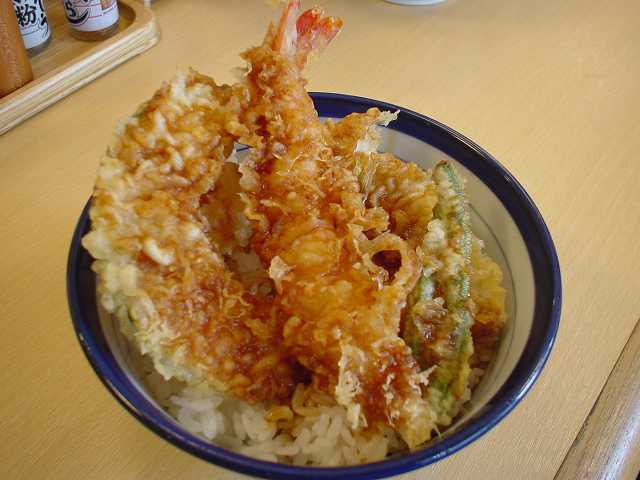
Tendon (tempura-donburi)
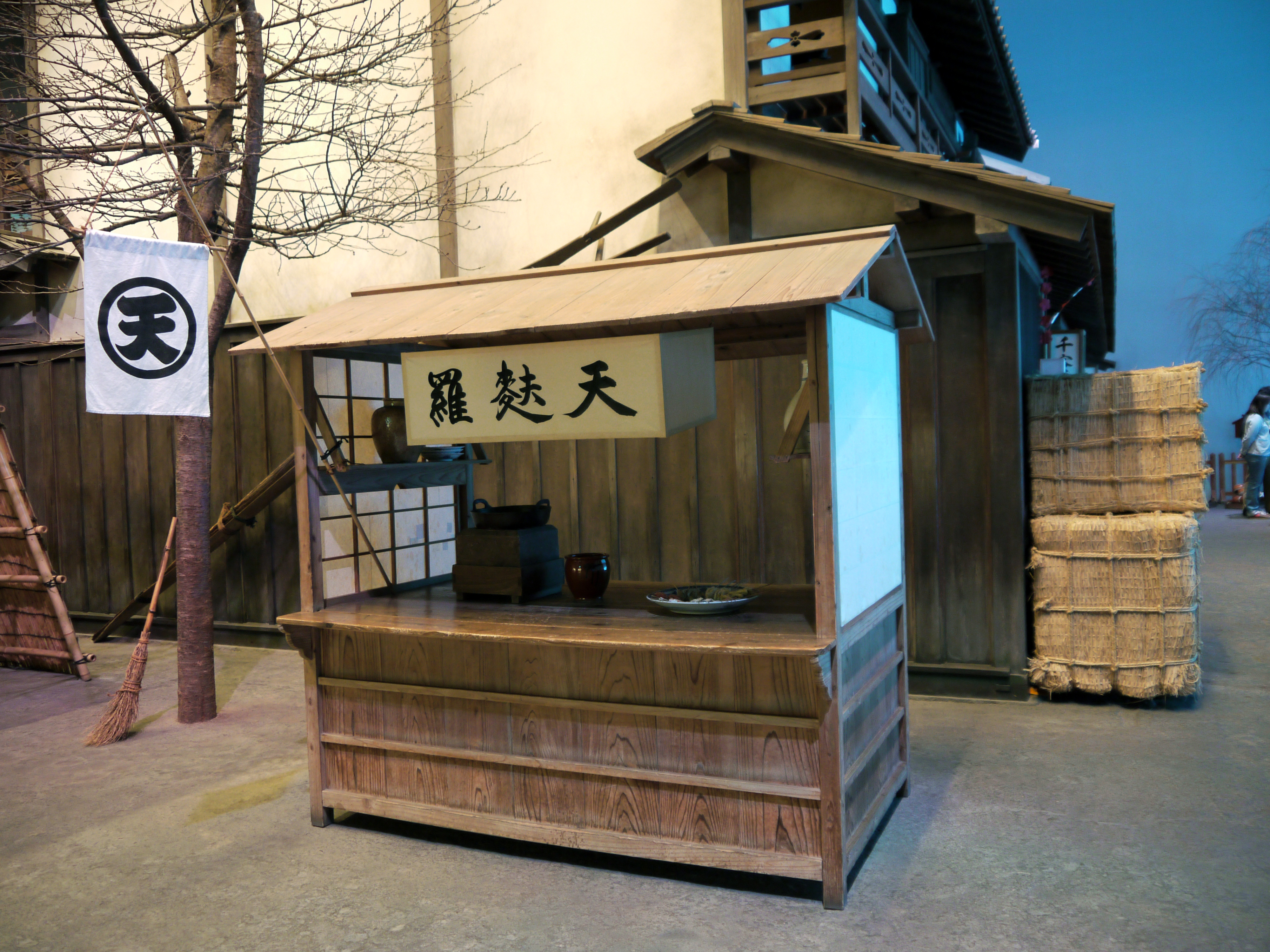
Okres Edo, kram serwujący tempurę (nazwa pisana od prawej, eksponat muzealny)
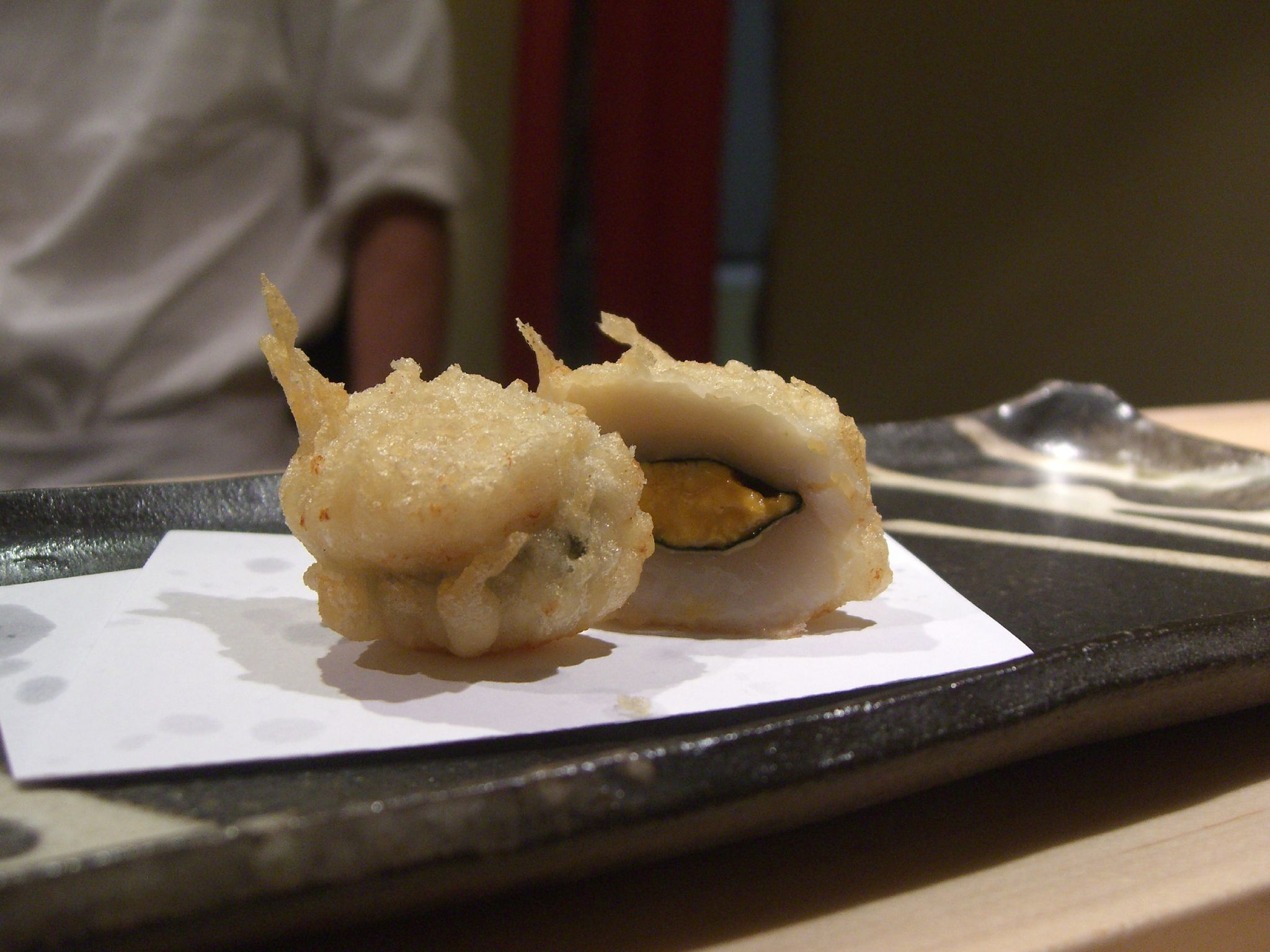
Przegrzebek (Pecten maximus) z jeżowcem (Echinoidea), Australia
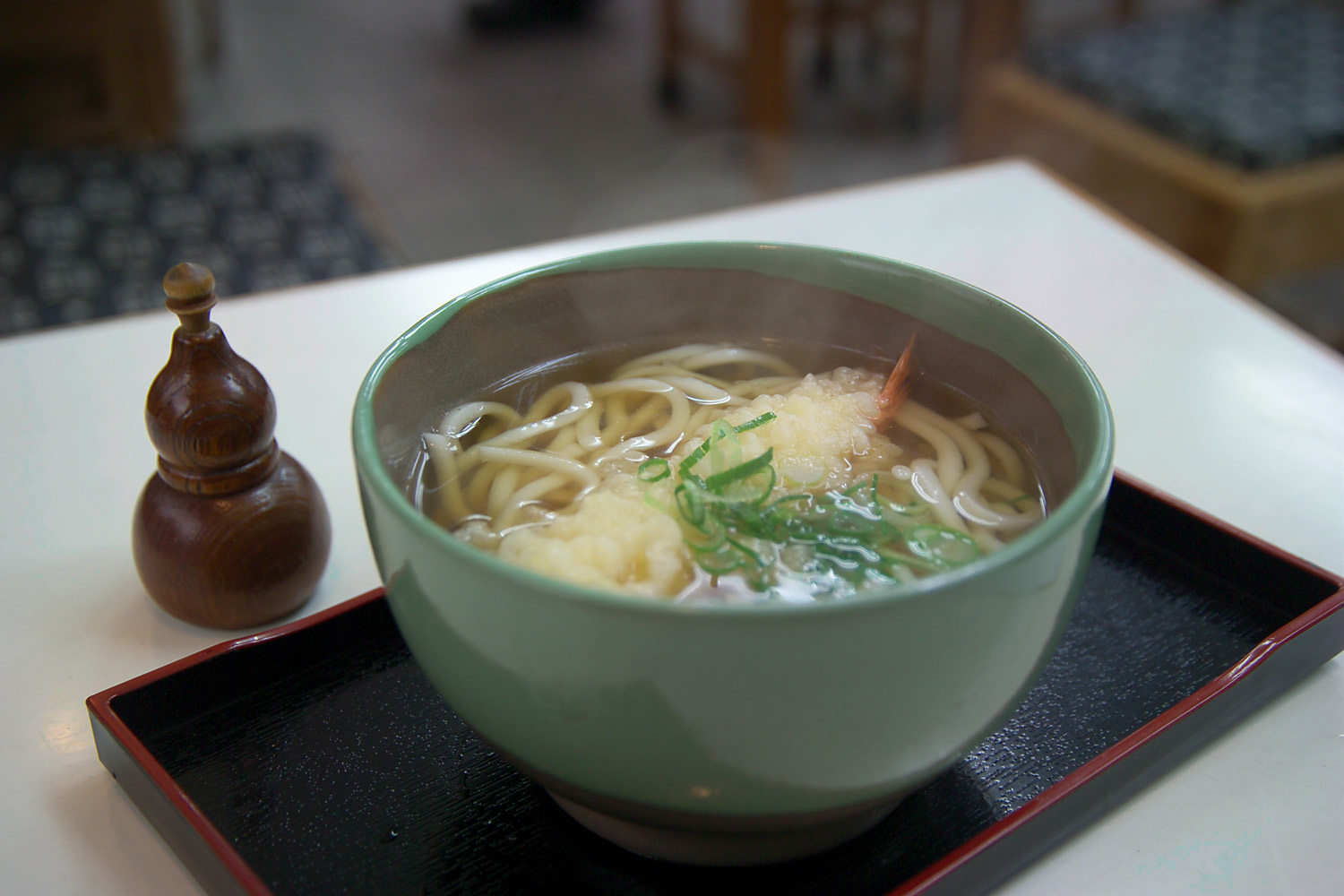
Tempura-udon